# Vale de Açor
Vale de Açor é uma povoação portuguesa do Município de Ponte de Sor que foi sede da extinta Freguesia de Vale de Açor, freguesia que tinha 65,24 km² de área e 698 habitantes (2011), e, por isso, uma densidade populacional de 10,7 hab/km².
A Freguesia de Vale de Açor foi extinta (agregada) pela última Reorganização administrativa do território das freguesias, de acordo com a Lei nº 11-A/2013 de 28 de Janeiro, tendo o seu território sido agregado ao das Freguesias de Tramaga e de Ponte de Sor para constituir a Freguesia de Ponte de Sor, Tramaga e Vale de Açor com sede em Ponte de Sor.
Vale de Açor é conhecida pelas festas populares em honra da Nossa Senhora dos Prazeres e das suas famosas "Novidades".

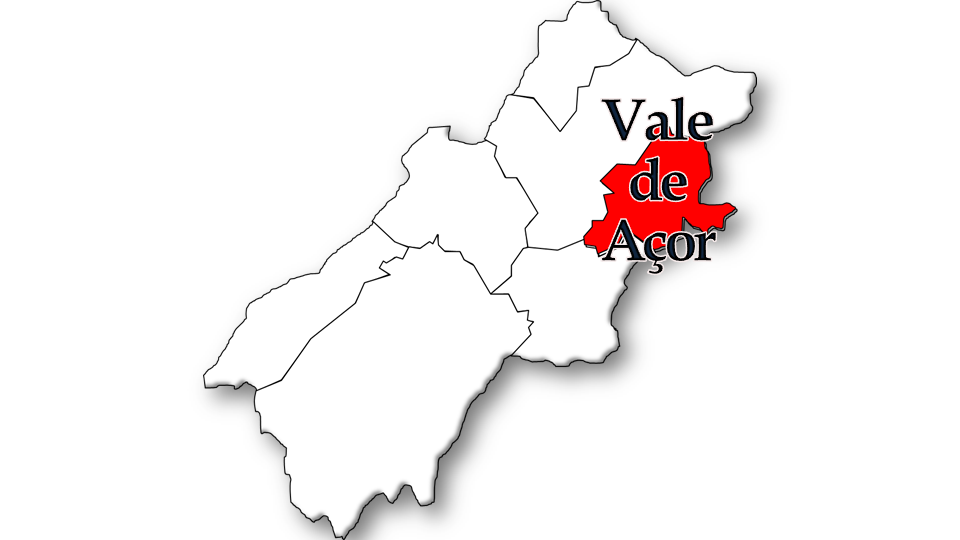
Localização no Município de Ponte de Sor

## População
| 1991  | 2001 | 2011 |
| 1 009 | 862  | 698  |

Criada pela Lei nº 47/84, de 31 de Dezembro, com lugares desanexados da freguesia de Ponte de Sor

## Património
- Ermida de Nª Sra dos Prazeres

## Equipamentos
- Junta de Freguesia de Vale de Açor
- Extensão do Centro de Saúde de Vale de Açor
- EB 1/JI de Vale de Açor
- Multibanco de Vale de Açor